# Cleora lamella
Cleora lamella là một loài bướm đêm trong họ Geometridae.